# Porcellio extinctus
Porcellio extinctus là một loài chân đều trong họ Porcellionidae. Loài này được Verhoeff miêu tả khoa học năm 1923.